# Tess Gallagher
Tess Gallagher (21 de julio de 1943) es una poeta, ensayista y cuentista estadounidense. Entre sus muchos honores se encuentran una beca de la Fundación Guggenheim, el premio del Fondo Nacional para las Artes y el premio de la Fundación Maxine Cushing Gray. 

## Biografía
Gallagher nació en Port Angeles, Washington, hijo del leñador y estibador Leslie Bond y de su madre jardinera Georgia Bond. Estudió con el poeta e intelectual Theodore Roethke en la Universidad de Washington, donde obtuvo una licenciatura y una maestría en inglés.  También asistió al Taller de Escritores de Iowa, donde hizo películas. 
En noviembre de 1977, Gallagher conoció a Raymond Carver, un cuentista y poeta, en una conferencia de escritores en Dallas, Texas, y su relación influyó mucho en su trabajo literario, que incluyó ayudar a editar y publicar sus escritos.   A partir de enero de 1979, Carver y Gallagher vivieron juntos en El Paso, Texas, en una cabaña prestada cerca de Port Angeles, Washington, y en Tucson, Arizona. En 1980, ambos se mudaron a Syracuse, Nueva York, donde Gallagher había sido nombrado coordinador del programa de escritura creativa en la Universidad de Syracuse; Carver enseñaba como profesor en el departamento de inglés. Compraron juntos una casa en Syracuse, en 832 Maryland Avenue. En los años siguientes, la casa se volvió tan popular que la pareja tuvo que colgar afuera un cartel que decía "Escritores trabajando" para que los dejaran en paz. 
En 1988, seis semanas antes de su muerte, Carver y Gallagher se casaron en Reno, Nevada.
Tess Gallagher pasa parte de su tiempo viviendo en una casa de campo en el condado de Sligo, Irlanda, y tiene una pareja irlandesa desde hace mucho tiempo. 

### Raymond Carver y la poesía
Raymond Carver la influyó para escribir los cuentos que se recopilaron en The Lover of Horses (1986).
Escribió Moon Crossing Bridge, una colección de poemas de amor dedicada a Raymond Carver, quien murió en 1988.
Publicó el ensayo "Instead of Dying" en la revista The Sun sobre la vida de Raymond Carver. 

### Distant Rain: una conversación entre Jakucho Setouchi y Tess Gallagher
Distant Rain, publicada en 2006, es una conversación entre Tess y Jakucho Setouchi, una monja budista de Kioto, que ocurrió en Japón en 1990. Hablaron sobre poesía, el dolor de Tess Gallagher por Raymond Carver y las diferencias entre culturas. 

### Boogie-Woogie Crisscross
Tess Gallagher escribió el libro de poesía Boogie-Woogie Crisscross en colaboración con Lawrence Matsuda. Se enviaron correos electrónicos con nueva poesía e ideas, y de estas correspondencias surgió el libro. La colaboración comenzó cuando Alfredo Arreguin, amigo de Tess Gallagher, le regaló poesía de Lawrence Matsuda sobre la Segunda Guerra Mundial y los japoneses presos en el campo de Minidoka, situado en el oeste de Estados Unidos. Tess Gallagher ayudó a Lawrence Matsuda a encontrar un editor para la poesía sobre Minidoka y así fue como comenzó su amistad literaria. 

### Carrera como docente
Gallagher ha enseñado en varias instituciones, entre ellas la Universidad de St. Lawrence, la Universidad de Montana, la Universidad de Arizona, la Universidad de Syracuse,  la Universidad Bucknell y el Whitman College. 

## Obras seleccionadas

### Poesía
Colecciones
- Stepping outside : poems. Lisbon, Iowa: Penumbra Press. 1974.
- Instructions To The Double. Graywolf Press. 1975. ISBN 978-0-91530-803-3.
- Under Stars. Graywolf Press. 1978. ISBN 978-0-915308-19-4.
- Willingly. Graywolf Press. 1984. ISBN 978-0-915308-46-0.
- The Hug. 1984.
- Amplitude. Graywolf Press. 1987. ISBN 978-1-55597-099-4.
- Moon Crossing Bridge. Graywolf Press. 1992. ISBN 978-1-55597-156-4.
- I Stop Writing the Poem. 1992.
- Portable Kisses. Capra Press. 1992. ISBN 978-0-88496-342-4.
- My Black Horse. Bloodaxe. 1995. ISBN 978-1-85224-306-7.
- Dear Ghosts (Poetry Finalist for 2007 Washington State Book Award). Graywolf Press. 2006. ISBN 9781555974435.
- Midnight Lantern: New and Selected Poems. Graywolf Press. 2011. ISBN 978-1-55597-597-5.
- Gallagher, Tess; Matsuda, Lawrence (31 de marzo de 2016). Boogie-Woogie Crisscross. Madhat, Inc. / Plume Editions. ISBN 978-1941196298.
- Is, Is Not:Poems. Graywolf Press. 2019. ISBN 978-1-55597-841-9.

### Cuento corto
Colecciones
- The Lover of Horses. Harper & Row. 1986. ISBN 978-0-06-091435-6.
- At The Owl Woman Saloon. Simon & Schuster [Scribner]. 1999. ISBN 978-0-684-84756-6.
- The Man From Kinvara: Selected Stories. Graywolf Press. 2009. ISBN 978-1-55597-537-1.

Historias 
| Título           | Año  | Primera publicación                                                      | Reimpreso/recopilado | Notas |
| ---------------- | ---- | ------------------------------------------------------------------------ | -------------------- | ----- |
| The Poetry Baron | 1997 | "The Poetry Baron". The Atlantic Monthly. 280 (1): 79–86. Julio de 1997. |                      |       |

### Colecciones de ensayos
- A concert of tenses: essays on poetry. University of Michigan Press. 1986. ISBN 978-0-472-09370-0.
- Soul Barnacles. University of Michigan Press. 2003. ISBN 978-0-472-08912-3.

### Otras obras
- With Raymond Carver (Dec 1985). "Dostoevsky: A Screenplay" & "King Dog a Screenplay" (Paperback edición). Capra Back-to-Back Series.
- Words Like Distant Rain (2006)
- With Josie Gray (Jan 2009). Barnacle Soup and Other Stories from the West of Ireland. Eastern Washington University Press. ISBN 978-1597660365.

### Antologías
- Patrice Vecchione, ed. (2002). «Sudden Journey». The Body Eclectic: An Anthology of Poems (Macmillan). ISBN 978-0-8050-6935-8.